# Krieglach
Krieglach là một đô thị thuộc huyện Mürzzuschlag bang Steiermark, nước Áo. Đô thị Krieglach có diện tích 93,77 km², dân số thời điểm cuối năm 2008 là 612 người.